# Vernoy
Vernoy ist eine französische Gemeinde mit 244 Einwohnern (Stand 1. Januar 2022) im Département Yonne in der Region Bourgogne-Franche-Comté (vor 2016 Bourgogne). Vernoy gehört zum Arrondissement Sens und zum Kanton Gâtinais en Bourgogne. Die Einwohner werden Vernoyens genannt.

## Geographie
Vernoy liegt etwa 17 Kilometer südwestlich des Stadtzentrums von Sens. Umgeben wird Vernoy von den Nachbargemeinden Courtoin im Norden, Égriselles-le-Bocage im Osten und Nordosten, Chaumot im Südosten, Piffonds im Süden, Savigny-sur-Clairis im Westen und Südwesten sowie Domats im Westen und Nordwesten.

## Bevölkerungsentwicklung
| Jahr                       | 1881 | 1962 | 1968 | 1975 | 1982 | 1990 | 1999 | 2006 | 2013 |
| Einwohner                  | 424  | 279  | 208  | 191  | 176  | 191  | 179  | 193  | 228  |
| Quellen: Cassini und INSEE |      |      |      |      |      |      |      |      |      |

## Sehenswürdigkeiten

Kirche Saint-Fiacre

- Kirche Saint-Fiacre